# Hallenhockey-Europameisterschaft der Herren 2010
Die Hallenhockey-Europameisterschaft der Herren 2010 war die 14. Auflage der Hallenhockey-EM der Herren. Sie fand  vom 15. bis. 17. Januar in Almere, Niederlande statt. Acht Teilnehmer spielten in zwei Vierergruppen die Halbfinaltickets aus, die Sieger der Halbfinale bestritten das Endspiel. Titelverteidiger war Russland, Rekordsieger Deutschland (12 Titel). Die Auswahl Österreichs gewann erstmals den Titel.

## Vorrunde

### Gruppe A
| Team 1   | Team 2   | Ergebnis |
| -------- | -------- | -------- |
| Russland | Italien  | 5:5      |
| Spanien  | Dänemark | 5:3      |
| Italien  | Dänemark | 2:2      |
| Spanien  | Russland | 2:3      |
| Russland | Dänemark | 6:3      |
| Italien  | Spanien  | 1:6      |

Tabelle
| Rang | Land     | Spiele | Tore  | Differenz | Punkte |
| ---- | -------- | ------ | ----- | --------- | ------ |
| 1    | Russland | 3      | 14:10 | +4        | 7      |
| 2    | Spanien  | 3      | 13:7  | +6        | 6      |
| 3    | Italien  | 3      | 8:13  | −5        | 2      |
| 4    | Dänemark | 3      | 8:13  | −5        | 1      |

### Gruppe B
| Team 1      | Team 2      | Ergebnis |
| ----------- | ----------- | -------- |
| Österreich  | Niederlande | 6:2      |
| Deutschland | Tschechien  | 2:1      |
| Österreich  | Deutschland | 5:4      |
| Tschechien  | Niederlande | 4:5      |
| Tschechien  | Österreich  | 5:1      |
| Deutschland | Niederlande | 0:1      |

Tabelle
| Rang | Land        | Spiele | Tore  | Differenz | Punkte |
| ---- | ----------- | ------ | ----- | --------- | ------ |
| 1    | Österreich  | 3      | 12:11 | +1        | 6      |
| 2    | Niederlande | 3      | 8:10  | −2        | 6      |
| 3    | Tschechien  | 3      | 10:8  | +2        | 3      |
| 4    | Deutschland | 3      | 6:7   | −1        | 3      |

## Fünfter bis Achter Platz
Die Mannschaften, die die Vorrunde als Dritte oder Vierte beenden, werden in eine Gruppe C eingeteilt. Sie nehmen das Ergebnis (Tore, Punkte) aus der Vorrunde mit, das sie gegen den ebenfalls eingeteilten Gegner erreicht haben. Die zwei Spiele bestreiten sie gegen die anderen beiden Gruppenmitglieder.
Die letzten beiden steigen in die „B-EM 2011“ ab.

### Gruppe C
| Team 1   | Team 2      | Ergebnis |
| -------- | ----------- | -------- |
| Dänemark | Deutschland | 0:9      |
| Italien  | Tschechien  | 0:7      |
| Dänemark | Tschechien  | 5:11     |
| Italien  | Deutschland | 3:4      |

| Team        | Punkte | Sp | S | U | N | Tore | Gtore | Diff |
| ----------- | ------ | -- | - | - | - | ---- | ----- | ---- |
| Deutschland | 9      | 3  | 3 | 0 | 0 | 15   | 4     | +11  |
| Tschechien  | 6      | 3  | 2 | 0 | 1 | 19   | 7     | +12  |
| Italien     | 1      | 3  | 0 | 1 | 2 | 5    | 13    | −8   |
| Dänemark    | 1      | 3  | 0 | 1 | 2 | 7    | 22    | −15  |

## Halbfinale
| Team 1   | Team 2      | Ergebnis             |
| -------- | ----------- | -------------------- |
| Russland | Niederlande | 6:3                  |
| Spanien  | Österreich  | 2:2 n. V., 2:4 n. P. |

## Spiel um Platz 3
| Team 1      | Team 2  | Ergebnis |
| ----------- | ------- | -------- |
| Niederlande | Spanien | 5:2      |

## Finale
| Team 1   | Team 2     | Ergebnis  |
| -------- | ---------- | --------- |
| Russland | Österreich | 3:4 n. V. |